# Canadian Journal of Chemistry
Il Canadian Journal of Chemistry (fr. Revue canadienne de chimie) è una rivista scientifica peer-review che esce una volta al mese e viene prodotta dalla NRC Research Press.  La rivista è nata nel 1951 come continuazione del Canadian Journal of Research, Section B: Chemical Sciences. Gli articoli vengono caricati sul Web prima dell'emissione stampata e sono disponibili in formato pdf e HTML.
L'editor-in-chief è il professore Yining Huang (UWO, Canada).

## Servizi d'indicizzazione e di abstract
La rivista viene riportata dalle seguenti basi di dati bibliografiche:
- CAS (ACS)
- ChemInform (Wiley-VCH)
- Chemistry Citation Index (Clarivate Analytics)
- Compendex (Elsevier)
- Current Contents (Clarivate Analytics)
- DBA (Derwent Publications)
- GeoRef (AGI)

- INIS Atomindex (IAEA)
- Methods in Organic Synthesis (RSC)
- Referativny Zhurnal (RAS/VINITI)
- SCI (Clarivate Analytics) [1]

Secondo il Journal Citation Reports, il giornale ha nel 2017 un impact factor di 1.084.